# ノースブリッジ (競走馬)
ノースブリッジ（欧字名:North Bridge 香:北橋、2018年1月24日 - ）は、日本の競走馬。主な勝ち鞍は2022年のエプソムカップ、2023年のアメリカジョッキークラブカップ、2024年の札幌記念。
馬名の意味は、北＋橋。人名より。

## 戦績

### 2歳（2020年）
2020年9月27日の2歳新馬（中京芝2000ｍ）でデビュー。逃げて上り最速のタイムを出し、2着に1馬身半差をつけて初戦を勝利で飾る。2戦目の葉牡丹賞での先手を取ると上がり最速の脚で後続に差をつけ、4馬身差をつけて連勝を飾った。

### 3歳（2021年）
年明け初戦に京成杯を予定してたが挫石により回避、5か月ぶりのレースで重賞挑戦となった青葉賞は果敢に逃げたが13着に敗れた。次走、ラジオNIKKEI賞でも先手を取り、3着に粘る。このレースから鞍上が岩田康誠に固定された。その後はセントライト記念に進んだが直線で前が壁になる不利もあり10着と惨敗。次走、自己条件のtvk賞は3番手から抜け出して1馬身半差をつけて1着、3勝目を挙げた。昇級初戦、ウェルカムステークスは出遅れて後方のまま12着と惨敗に終わった。

### 4歳（2022年）
4歳初戦、3か月ぶりとなったアメジストステークスは逃げるとそのまま1馬身1/4押し切って勝利、4勝目を挙げる。3か月半ぶりとなったエプソムカップは好位につけると、直線では馬場の良いところを通って接戦のなか、ガロアクリーク以下を振り切って1着、重賞初制覇を飾った。

### 5歳（2023年）
1月22日に中山競馬場で行われたアメリカジョッキークラブカップより始動。道中は好位の内で折り合いをつけ、直線で手ごたえ良く一気に馬群を抜け出すと、最後は外から迫るエヒト・ユーバーレーベンらを振り切り重賞2勝目を飾った。

## 競走成績
以下の内容は、JBISサーチおよびnetkeiba.comに基づく。
| 競走日     | 競馬場       | 競走名           | 格   | 距離（馬場）  | 頭 数 | 枠 番 | 馬 番 | オッズ （人気） | 着順 | タイム （上がり3F） | 着差          | 騎手      | 斤量 [kg] | 1着馬（2着馬）         | 馬体重 [kg] |
| ---------- | ------------ | ---------------- | ---- | ------------- | ----- | ----- | ----- | --------------- | ---- | ------------------- | ------------- | --------- | --------- | ---------------------- | ----------- |
| 2020.09.27 | 中京         | 2歳新馬          |      | 芝2000m（良） | 10    | 4     | 4     | 009.40（3人）   | 01着 | R2:02.6（35.6）     | -0.2          | 0武豊     | 54        | （ハートオブアシティ） | 468         |
| 0000.12.05 | 中山         | 葉牡丹賞         | 1勝  | 芝2000m（稍） | 12    | 3     | 3     | 008.00（5人）   | 01着 | R2:02.2（35.1）     | -0.7          | 0岩田康誠 | 55        | （ジャンカルド）       | 480         |
| 2021.05.01 | 東京         | 青葉賞           | GII  | 芝2400m（良） | 18    | 2     | 3     | 008.40（4人）   | 13着 | R2:26.9（36.5）     | -1.7          | 0横山和生 | 56        | ワンダフルタウン       | 480         |
| 0000.07.04 | 福島         | ラジオNIKKEI賞   | GIII | 芝1800m（稍） | 16    | 7     | 14    | 011.00（7人）   | 03着 | R1:48.6（35.8）     | -0.6          | 0岩田康誠 | 54        | ヴァイスメテオール     | 494         |
| 0000.09.20 | 中山         | セントライト記念 | GII  | 芝2200m（良） | 14    | 4     | 5     | 026.40（8人）   | 10着 | R2:13.4（36.2）     | -1.1          | 0岩田康誠 | 56        | アサマノイタズラ       | 492         |
| 0000.10.24 | 東京         | tvk賞            | 2勝  | 芝2000m（良） | 9     | 8     | 9     | 003.30（2人）   | 01着 | R1:59.0（35.4）     | -0.2          | 0岩田康誠 | 55        | （グランオフィシエ）   | 492         |
| 0000.11.28 | 東京         | ウェルカムS      | 3勝  | 芝2000m（良） | 16    | 4     | 8     | 004.60（2人）   | 12着 | R2:00.0（34.4）     | -1.6          | 0岩田康誠 | 55        | ジャックドール         | 498         |
| 2022.02.20 | 東京         | アメジストS      | 3勝  | 芝2000m（稍） | 11    | 4     | 4     | 005.90（3人）   | 01着 | R2:00.1（34.8）     | -0.2          | 0岩田康誠 | 55        | （グランオフィシエ）   | 496         |
| 0000.06.12 | 東京         | エプソムC        | GIII | 芝1800m（重） | 12    | 5     | 6     | 007.30（4人）   | 01着 | R1:46.7（34.6）     | -0.0          | 0岩田康誠 | 56        | （ガロアクリーク）     | 492         |
| 0000.10.09 | 東京         | 毎日王冠         | GII  | 芝1800m（良） | 10    | 2     | 2     | 006.80（5人）   | 05着 | 01:44.5（34.0）     | -0.4          | 0岩田康誠 | 56        | サリオス               | 494         |
| 0000.10.30 | 東京         | 天皇賞（秋）     | GI   | 芝2000m（良） | 15    | 6     | 10    | 059.9（11人）   | 11着 | R1:58.4（34.0）     | -0.9          | 0岩田康誠 | 58        | イクイノックス         | 492         |
| 2023.01.22 | 中山         | AJCC             | GII  | 芝2200m（良） | 14    | 3     | 4     | 008.60（4人）   | 01着 | R2:13.5（34.8）     | -0.1          | 0岩田康誠 | 57        | （エヒト）             | 496         |
| 0000.04.02 | 阪神         | 大阪杯           | GI   | 芝2000m（良） | 16    | 2     | 4     | 015.80（7人）   | 08着 | R1:58.1（35.5）     | -0.7          | 0岩田康誠 | 58        | ジャックドール         | 488         |
| 0000.09.24 | 中山         | オールカマー     | GII  | 芝2200m（良） | 15    | 6     | 11    | 035.80（6人）   | 07着 | R2:12.5（35.8）     | -0.5          | 0岩田康誠 | 58        | ローシャムパーク       | 500         |
| 0000.10.29 | 東京         | 天皇賞（秋）     | GI   | 芝2000m（良） | 11    | 1     | 1     | 167.9（10人）   | 10着 | R1:58.0（36.7）     | -2.8          | 0岩田康誠 | 58        | イクイノックス         | 492         |
| 2024.02.17 | アルライヤン | アミールT        | G3   | 芝2400m（Gd） | 11    | 4     | 3     |                 | 04着 | R2:29.70            | -（5.25馬身） | 0岩田康誠 | 58        | Rebel's Romance        | 計不        |
| 0000.04.28 | 沙田         | QEII世C          | G1   | 芝2000m（稍） | 11    |       | 9     | 024.20（6人）   | 03着 | R2:01.3             | -0.3          | 0岩田康誠 | 57        | Romantic Warrior       | 501         |
| 0000.08.18 | 札幌         | 札幌記念         | GII  | 芝2000m（良） | 12    | 8     | 12    | 014.50（5人）   | 01着 | R1:59.6（35.0）     | -0.3          | 0岩田康誠 | 58        | （ジオグリフ）         | 502         |
| 0000.10.27 | 東京         | 天皇賞（秋）     | GI   | 芝2000m（良） | 15    | 3     | 5     | 068.7（10人）   | 11着 | R1:58.0（33.3）     | -0.7          | 0岩田康誠 | 58        | ドウデュース           | 500         |

- 海外の競走の「枠番」欄にはゲート番を記載
- 競走成績は2024年10月27日現在

## 血統表
| ノースブリッジの血統            | ノースブリッジの血統               | ノースブリッジの血統   | （血統表の出典）       | （血統表の出典）    |
| 父系                            | ロベルト系                         | ロベルト系             | ロベルト系             |                     |
| 父 モーリス 2011 鹿毛           | 父の父スクリーンヒーロー 2004 栗毛 | *グラスワンダー        | Silver Hawk            | Silver Hawk         |
| 父 モーリス 2011 鹿毛           | 父の父スクリーンヒーロー 2004 栗毛 | *グラスワンダー        | Ameriflora             |                     |
| 父 モーリス 2011 鹿毛           | 父の父スクリーンヒーロー 2004 栗毛 | ランニングヒロイン     | *サンデーサイレンス    | *サンデーサイレンス |
| 父 モーリス 2011 鹿毛           | 父の父スクリーンヒーロー 2004 栗毛 | ランニングヒロイン     | ダイナアクトレス       |                     |
| 父 モーリス 2011 鹿毛           | 父の母メジロフランシス 2001 鹿毛   | *カーネギー            | Sadler's Wells         | Sadler's Wells      |
| 父 モーリス 2011 鹿毛           | 父の母メジロフランシス 2001 鹿毛   | *カーネギー            | Detroit                |                     |
| 父 モーリス 2011 鹿毛           | 父の母メジロフランシス 2001 鹿毛   | メジロモントレー       | *モガミ                | *モガミ             |
| 父 モーリス 2011 鹿毛           | 父の母メジロフランシス 2001 鹿毛   | メジロモントレー       | メジロクインシー       |                     |
| 母 アメージングムーン 2010 鹿毛 | 母の父アドマイヤムーン 2003 鹿毛   | *エンドスウィープ      | *フォーティナイナー    | *フォーティナイナー |
| 母 アメージングムーン 2010 鹿毛 | 母の父アドマイヤムーン 2003 鹿毛   | *エンドスウィープ      | Broom Dance            |                     |
| 母 アメージングムーン 2010 鹿毛 | 母の父アドマイヤムーン 2003 鹿毛   | マイケイティーズ       | *サンデーサイレンス    | *サンデーサイレンス |
| 母 アメージングムーン 2010 鹿毛 | 母の父アドマイヤムーン 2003 鹿毛   | マイケイティーズ       | ケイティーズファースト |                     |
| 母 アメージングムーン 2010 鹿毛 | 母の母ビッグテンビー 1998 黒鹿毛   | *テンビー              | Caerleon               | Caerleon            |
| 母 アメージングムーン 2010 鹿毛 | 母の母ビッグテンビー 1998 黒鹿毛   | *テンビー              | Shining Water          |                     |
| 母 アメージングムーン 2010 鹿毛 | 母の母ビッグテンビー 1998 黒鹿毛   | モガミヒメ             | *カコイーシーズ        | *カコイーシーズ     |
| 母 アメージングムーン 2010 鹿毛 | 母の母ビッグテンビー 1998 黒鹿毛   | モガミヒメ             | モガミポイント         |                     |
| 母系(F-No.)                     | (FN:1-b)                           | (FN:1-b)               | (FN:1-b)               | [ § 2 ]             |
| 5代内の近親交配                 | サンデーサイレンス 4×4             | サンデーサイレンス 4×4 | サンデーサイレンス 4×4 | [ § 3 ]             |
| 出典                            | 1. 2. 3.                           | 1. 2. 3.               | 1. 2. 3.               | 1. 2. 3.            |

- 8代母英月（競走馬名テツバンザイ）は1941年阪神優駿牝馬優勝馬。
- 6代母クリヒデは1962年の天皇賞（秋）優勝馬。
- 伯父に高松宮記念、スプリンターズステークスを勝ったローレルゲレイロがいる。
- 母の従兄弟に阪神大賞典など重賞4勝のディープボンドがいる。